# Waterkrachtcentrale

A – reservoir, B – krachtcentrale, C – turbine, D – generator, E – inlaat, F – leiding, G – hoogspanningskabels, H – rivier

Kaplanturbine: A – as, 1 – stator, 2 – rotor, 3 – behuizing, 4 – turbine, 5 – watertoevoer

Een waterkrachtcentrale of hydraulische centrale is een elektriciteitscentrale die stromend of neerstortend water (zie waterkracht) gebruikt om een turbine in beweging te brengen. Waterkrachtcentrales bevinden zich op stromen en rivieren, met al dan niet een kunstmatige dam. Het verval en het debiet van de stroom zijn bepalend voor de werking.
Het gebruik van waterkracht brengt geen vervuiling met zich mee en geen gevaarlijk radioactief afval. Daarom worden waterkrachtcentrales gezien als opwekker van groene energie.

## Geschiedenis

### Eerste wisselstroomenergienetwerk van Amerika
In 1886 installeerden Westinghouse en Stanley Amerika’s eerste wisselstroom energienetwerk in Great Barrington. Een door waterkracht aangedreven generator, die 500 volt wisselspanning produceerde, voorzag dit netwerk van energie. De spanning werd bij het begin van de kabel omhoog getransformeerd naar 3000 volt om de kabelverliezen te beperken, en aan het einde weer omlaag gebracht naar 100 volt voor de voeding van elektrische verlichting.

### Internationale Elektrotechnische Tentoonstelling
De triomf van de draaistroom werd getoond in Europa tijdens de Internationale Elektrotechnische Tentoonstelling van 1891 in Frankfurt am Main. Doliwo-Dobrowolski gebruikte zijn wisselstroomprincipe om elektrische energie te transporteren over een afstand van 176 km, van Lauffen am Neckar naar Frankfurt, met een rendement van 75%. Om dit mogelijk te maken, creëerde en bouwde hij een driefasentransformator en ontwierp hij bij Lauffen 's werelds eerste driefasig, door waterkracht aangedreven, elektriciteitscentrale. Hiermee legde hij de basis van de huidige elektriciteitsnetten.

### Elektriciteitscentrale op de Niagarawatervallen
De eerste effectieve elektrische centrale op wisselspanning zoals de wereld ze nu kent, op de Niagarawatervallen in de Verenigde Staten, is gebouwd en bedacht door de uitvinder Nikola Tesla en ingehuldigd op 16 november 1896. Men sprak toen van witte steenkool. Met deze wisselspanning van 25 Hz werd Buffalo van elektrische energie voorzien. Later schakelde men over op 60 Hz als standaard voor de VS.
Tegenwoordig wordt elektriciteit opgewekt door vier centrales, namelijk de Sir Adam Beck 1 en 2 op Canadees grondgebied en de Robert Moses Niagara Power Plant en de Lewiston Pump-Generating Plant op Amerikaanse bodem. Samen leveren ze 4,4 GW aan vermogen, waarmee ze voorzien in een kwart van de energiebehoefte van Ontario en de staat New York.

## Indeling
Waterkrachtcentrales zijn in vier groepen onder te verdelen:

### Riviercentrale
Een riviercentrale (doorstroomwaterkrachtcentrale) ligt aan een ingedijkte waterloop. Het verval is licht en ligt in het algemeen tussen de drie en 15 meter. Het volume en de stroomsnelheid van het water door de turbines hangen af van het debiet van de rivier.

### Stuwdamcentrale
Een stuwdamcentrale verzamelt eerst een grote hoeveelheid water in een kunstmatig stuwmeer. De turbine bevindt zich ofwel aan de voet van de dam of verder stroomafwaarts langs de rivier. In het laatste geval zijn de stuwdam en de machinezaal waar de turbines zich bevinden met elkaar verbonden door een dikke pijpleiding. In de machinezaal drukt het water op de schoepen van een turbine, die op haar beurt een alternator aandrijft. Bij het verlaten van de turbine heeft het water zijn energie afgestaan. Het stroomt verder naar de benedenloop van de rivier. Het hoogteverschil en het waterdebiet bepalen het vermogen. Naast de productie van elektriciteit dient de stuwdam ook als reservoir en laat toe om de voorraad drinkwater en de waterstand te regelen.

### Pompcentrale
Een derde bijzondere vorm is de pompcentrale. Deze komen vooral voor in gebieden met bergen zoals Zwitserland. Het water wordt tijdens perioden met een lager energieverbruik, bijvoorbeeld 's nachts en in het weekend, naar een hoger gelegen waterbekken gepompt. Is er veel vraag naar elektriciteit dan stroomt het water van het boven- naar het benedenbekken via de turbines die de benodigde elektriciteit produceren. Het water wordt in het benedenbekken opgevangen en vastgehouden zodat de cyclus kan worden herhaald. De turbines moeten wel geschikt zijn om het water weer op te pompen. Dat is economisch aantrekkelijk, omdat de stroomprijs gedurende de dag varieert en laag is als er weinig vraag is en hoog is als er veel elektriciteit wordt verbruikt. De investering en rendementsverliezen in de pompen en turbines kunnen zo terugverdiend worden.

### Getijdencentrale
Bij een getijdencentrale wordt energie gewonnen door gebruik te maken van het verschil in waterhoogte tussen eb en vloed. Op sommige plaatsen langs de zeekust waar grote trechtervormige inhammen bestaan, kan het waterhoogteverschil tot vele meters oplopen. Dit is voldoende om bij vloed het hoge water achter een dam te vangen en dit bij laag water via turbines gekoppeld aan generatoren terug te laten lopen naar zee.

## Voordelen
Waterkrachtcentrales hebben als belangrijk voordeel dat bij de opwekking van elektriciteit geen brandstof nodig is. Het hoogte verschil van het water is voldoende om de turbines en daarmee de generatoren aan te drijven. Er worden geen fossiele brandstoffen als aardgas of steenkool gebruikt die in principe op kunnen raken. Verder komen er geen broeikasgassen vrij die verantwoordelijk worden gehouden voor het opwarmen van de aarde. Brandstof is een belangrijke kostenpost bij de opwekking van elektriciteit, daar een waterkrachtcentrale gebruikmaakt van natuurlijk beschikbaar water zijn hier de brandstofkosten nihil.
De dammen en centrales hebben een lange levensduur, ze kunnen 50 tot 100 jaar in productie blijven. Onderhoud blijft wel noodzakelijk en ze worden ook gemoderniseerd met effectievere turbines en generatoren. Tot slot kunnen waterkrachtcentrales snel opstarten of juist de productie van elektriciteit snel beperken. Hier hoeven slechts de sluisdeuren geopend of gesloten te worden.
Naast de stroomproductie zijn bijkomende voordelen dat het water achter de centrale ook kan worden gebruikt voor de irrigatie van landbouwgronden of de verbetering van vaarwegen. Het water achter de dam komt hoger te staan waardoor dieperstekende schepen gebruik kunnen maken van de rivier of het meer.

## Nadelen
Toch bestaan er in natuur- en milieukringen ook bezwaren tegen deze vorm van stroomopwekking. De bezwaren zijn vooral van toepassing bij stuwdamcentrales.
Voor de aanleg van een stuwdamcentrale is de aanleg van een stuwmeer noodzakelijk. Door het water dat achter de stuwdam wordt vastgehouden, komt het water hoger te staan en land overstroomt. Het land gaat verloren als landbouwgrond en natuur gaat verloren. De lokale bevolking moet verhuizen naar hoger gelegen gebied. Nieuwe dorpen moeten worden gebouwd en de mensen worden geholpen in het opbouwen van een nieuw bestaan. Protesten van de lokale bevolking tegen de bouw van een stuwdam komen regelmatig voor.
In een stuwmeer verzamelt zich organisch materiaal dat door rotting broeikasgas produceert. Met name in warme streken kan deze uitstoot groter zijn dan die van een even grote conventionele centrale. Dit kwam ter sprake tijdens de VN klimaatconferentie op Bali in 2007.
Op ecohydrologisch vlak zorgt de bouw van stuwdammen evenzeer voor grote veranderingen doordat alle energie die een rivier van nature gebruikt om zich doorheen het landschap te slingeren geconcentreerd wordt ter hoogte van de stuwdam. Hierdoor wordt stroomopwaarts de dam een traag stromend meer gecreëerd en beneden de dam zijn er vooral problemen met sedimenttekorten (erosie) en 'hydropeaking'. Dit is het verschijnsel waarbij er zeer onregelmatige afvoerpieken merkbaar zijn in functie van de energiebehoefte (stroomproductie centrale). Bepaalde ondiepe stenige rivierstroken waar rheofiele vissoorten van nature paaien kunnen zo bijvoorbeeld periodiek droogvallen, met sterfte van de eitjes tot gevolg. De energie die dat deel van de rivier normaal heeft om haar eigen dynamisch profiel te ontwikkelen is dan grotendeels al benut door het hoogteverschil van de opstuwing.
Trekkende vissoorten, zoals zalm en paling, kunnen door de stuwdam niet meer in hun paaigebieden komen als ze stroomopwaarts willen migreren. Zowel paling als zalm migreren in hun levenscyclus in twee richtingen door de rivier. Bij de stroomafwaartse migratie (voor paling in de volwassen fase als schieraal en voor zalm in de juveniele fase na geboorte in het zoete water) zorgen waterkrachtcentrales zelf voor een aanzienlijke mortaliteit als vissen door deze turbines passeren. Systemen om deze stroomafwaartse migratie visvriendelijker te maken zodat vissen afgeleid worden naar doorgangen zonder sneldraaiende schroefbladen, blijken moeilijk te realiseren voor de verschillende soorten. De meest efficiënte oplossing om dit toch te realiseren voor alle soorten is een fijnmazig mechanisch rooster waar geen vissen doorheen kunnen. Naast het voordeel dat dit niet selectief werkt zoals andere gedragsgebaseerde afschermingstechnieken (geluid, licht, bubbels, kettingen etc.), is er het grote nadeel dat dit duur is in bouw en onderhoud voor de exploitant.
Waterkrachtcentrales met of zonder dam vormen dus ook een migratieknelpunt voor opwaartse vismigratie, die niet enkel uitgevoerd worden door de grote migratoren, maar ook door residente vissoorten, vaak op zoek naar een geschikte voortplantingshabitat of opgroeihabitat. Hier kunnen visdoorgangen nuttig zijn, indien ze met kennis van zaken aangelegd zijn. In diverse landen zijn programma’s gestart om vooral oude en kleine dammen te slopen. In 2012 werd in de rivier de Elwha in Washington twee dammen verwijderd om een vrije doortocht van zalmen naar de paaiplaatsen te realiseren. Ook in Europa wordt de meerwaarde van bepaalde dammen en stuwen luidop in vraag gesteld (www.damremoval.eu). Een afweging tussen de kosten en de baten van deze structuren en hun maatschappelijke gevolgen (sedimentproblemen, ecologische verstoring, waterveiligheid, recreatie etc.) lijkt zinvol.

### Risico's
Grote ongevallen of dambreuken komen verder incidenteel voor. Een bekend voorbeeld is de ramp met de Banqiaodam in Zuid-China (1975). Eerder in Frankrijk, ging het mis in 1959 bij Fréjus (Malpassetdam) door een breuk in een stuwdam, waarbij 423 mensen omkwamen. Hier stond overigens geen krachtcentrale. In 1963 viel een deel van een berg, de Monte Toc, in een stuwmeer bij Vajont (Vajontdam) in Italië. Het over de stuwdam stromende water werd met grote kracht door de achterliggende doorgang geperst waarbij ca. 2000 doden vielen. Deze dam was wel aangelegd voor de opwekking van elektriciteit.
Dergelijke stuwdammen vormen potentieel kwetsbare plekken bij militaire conflicten. Tijdens de Tweede Wereldoorlog werden in mei 1943 diverse Duitse dammen in de buurt van het Ruhrgebied gebombardeerd en twee grote vernietigd in operatie Chastise. Hierbij vielen meer dan 2.000 slachtoffers.
In augustus 2009 was er een groot ongeval bij de waterkrachtcentrale Sajano-Sjoesjenskaja in Rusland waarbij 75 mensen het leven verloren en 85 personen gewond raakten. Door metaalmoeheid braken bouten af waardoor een afsluiter los kwam te liggen en een grote hoeveelheid water onder hoge druk de generatorhal in spoot. Het herstel van de aanzienlijke schade duurde tot 2015.

## Ruime toepassing in bepaalde landen

Percentage energie opgewekt door waterkrachtcentrales per land (2018)

Sinds 1965 is de totale productie van alle waterkrachtcentrales wereldwijd gestegen van 924 TWh naar 3.670 TWh in 2012. Over deze periode was de gemiddelde jaarlijkse groei 3%. In China was de groei het hoogst, hier nam de productie toe van 22 TWh naar 861 TWh over dezelfde periode. In 2012 was het aandeel van China in de globale productie bijna een kwart. Brazilië staat op een tweede plaats met een aandeel van ruim 11% en een productie van ruim 400 TWh in 2012. Canada volgt met een kleine achterstand op de derde plaats.
In Zuid-Amerika komt driekwart van de elektriciteit van waterkrachtcentrales. Noorwegen maakt voor zijn elektriciteitsproductie voor 99% gebruik van waterkrachtcentrales; (143 TWh in 2012). Deze centrales zijn vooral in het noorden van het land gelegen. Canada, Nieuw-Zeeland, Oostenrijk en Zwitserland produceren meer dan de helft van hun elektriciteit door waterkrachtcentrales.

## Enkele belangrijke waterkrachtcentrales
- In werking:

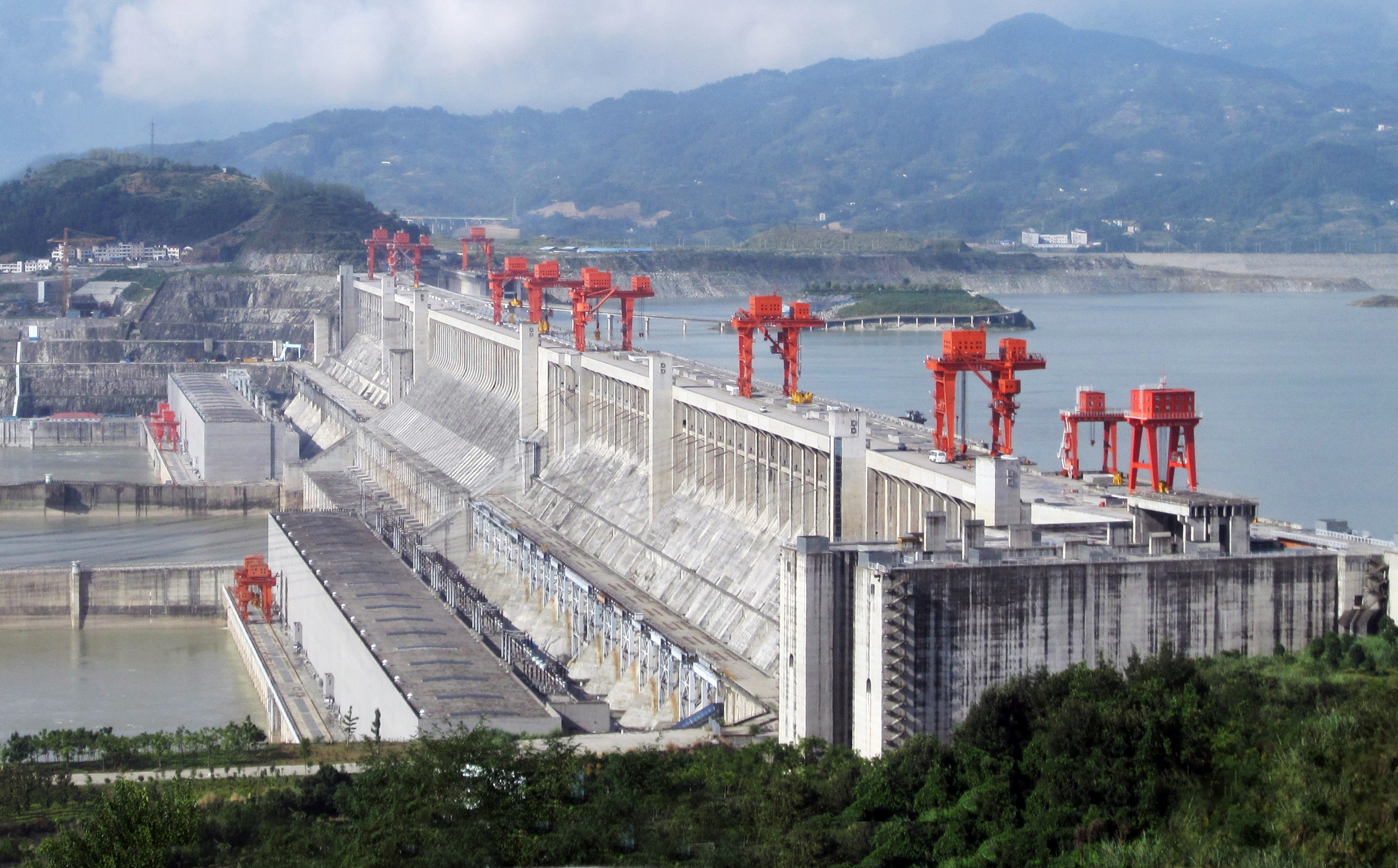
De Drieklovendam in China, 's werelds grootste waterkrachtcentrale, in 2009

  - Drieklovendam, Volksrepubliek China, eerste stroom juli 2003, volledig in dienst gesteld in 2011, 18.200 MW
  - Itaipudam, Brazilië/Paraguay, voltooid in 1983, 13.300 MW
  - Guridam, Venezuela, voltooid in 1986, 10.300 MW
  - Grand Couleedam, VS, voltooid in 1942, in 1980 uitgebreid naar 6.900 MW
  - Sajano-Sjoesjenskaja, Rusland, voltooid in 1983, 6.400 MW
  - Churchill Falls, Canada, voltooid in 1971, 5.428 MW, uitbreidbaar tot 9.252 MW
  - Aswandam, Egypte, voltooid in 1970, 2.100 MW
  - Hooverdam, VS, voltooid in 1936, 2.074 MW
- In aanbouw:
  - Belo Montestuwdam, Brazilië, 11.233 MW
  - Grote Renaissancedam, Ethiopië, 6.000 MW
- In België:
  - Waterkrachtcentrale van Coo-Trois-Ponts, een pompcentrale van 1.100 MW (gedurende maximaal 5 uren = 5 GWh)
- In Nederland:
  - Stuw- en sluizencomplex Hagestein in de Lek bij Hagestein (1,8 MW, voltooid in 1958, buiten gebruik gesteld in 2005)
  - Stuw- en sluizencomplex Amerongen in de Nederrijn bij Maurik (10 MW, 1988)
  - Stuw- en sluizencomplex in de Maas bij Linne (11,5 MW, 1989)
  - Stuw- en sluizencomplex in de Maas bij Lith / Alphen (Prinses Máxima Sluizen) (14 MW, 1990, verval 3,7m)
  - Totale bijdrage in Nederland in 2009 was 98 GWh volgens het CBS
- In Suriname:
  - Afobakadam in het Brokopondostuwmeer voltooid in 1964
- In Frankrijk:
  - Waterkrachtcentrale Rance de oudste en de op een na grootste getijdencentrale ter wereld

## Kleine waterkracht
Een variant op de waterkrachtcentrale is de kleine waterkracht. Hiermee wordt een installatie aangeduid waarbij potentiële energie, aanwezig in een waterloop, wordt omgezet naar mechanische energie bij een netto vermogen van minder dan 10 MW.
Het wordt verder onderverdeeld in mini waterkracht voor installaties kleiner dan 1 MW. Die grens van 1MW is vrij arbitrair. Hij is bedoeld om een onderscheid te maken met installaties die gekenmerkt worden door grote ingrepen in de waterloop, meer bepaald het plaatsen van een stuwdam met vorming van een stuwmeer. Het hoofdkenmerk van een mini waterkrachtinstallatie is dat de ingreep op de waterloop, nodig om de energie om te zetten, beperkt blijft. Bij een typische installatie wordt een stuw in de waterloop geplaatst. Een gedeelte van het water wordt naast de stuw geleid naar een machine die aangedreven wordt door het water. Veelal staat de machine direct naast de stuw en gebeurt de omleiding van het water alleen lokaal. Essentieel is dat de waterloop weinig gewijzigd wordt, zodat er geen grote gevolgen zijn voor de natuur in de omgeving van de waterloop.
De term micro waterkracht voor installaties kleiner dan 100 kW.

### Kleine waterkracht in België[4][5]
- Lixhe; Visé; 2207 kWe
- Stuw van Monsin; Luik; 17765 kWe
- Ivoz; Flémalle; 10002 kWe
- Ampsin; Ampsin-Amay; 9910 kWe
- Bévercé; Bévercé; 9902 kWe
- Andenne; Andenne; 8986 kWe
- Heid-de-Goreux; Heid-de-Goreux; 7344 kWe
- Grands Malades; Jambes; 4887 kWe
- Hellend vlak van Ronquières; Ronquieres; 2400 kWe
- Bütgenbach; Bütgenbach; 2106 kWe
- Barrage de la Vierre; Chiny; 1976 kWe
- Vesderstuwdam; Eupen; 1519 kWe
- Scheepslift van Strépy-Thieu; Thieu; 1060 kWe

### Miniwaterkracht in België
- Barrage de l'eau d'heure; Silenrieux; 951 kWe
- Floriffoux; Floreffe; 777 kWe
- Nadrin; Nadrin; 758 kWe
- Mornimont; Mornimont; 659 kWe
- Barrage de la Gileppe; Jalhay; 600 kWe
- Grosses Battes; Angleur; 460 kWe
- Coo Trois Ponts; Trois-Ponts; 385 kWe
- Trooz; Trooz; 276 kWe
- Olne; Olne; 250 kWe
- Refat; Stavelot; 220 kWe
- Maraite; Ligneuville-Malmedy; 217 kWe
- Mery; Mery-Esneux; 204 kWe
- Hydroval Poix-St-Hubert; Poix-Saint-Hubert; 178 kWe
- Arville; Arville; 174 kWe
- Reuland; Reuland; 169 kWe
- Mayeres; Malmedy; 119 kWe
- Poix-St-Hubert; Poix-Saint-Hubert; 116 kWe
- Stavelot; Stavelot; 106 kWe

### Microwaterkracht in België[6]
- sluis 17 op de Zuid-Willemsvaart te Lozen (Kaplanturbine met vermogen van 100 kW)
- Cierreux; Cierreux; 100 kWe
- Gamby Limbourg; Limbourg; 100 kWe
- Moulin Fisenne; Pepinster; 95 kWe
- Val De Poix; Poix-Saint-Hubert; 94 kWe
- Centrale de l'ancien Lavoir de Dolhain; Limbourg; 80 kWe
- Watermolen van Rotselaar op de Dijle met turbine(75 kW)[7]
- Haute Fraipont; Fraipont; 75 kWe
- Centrale des Forges; Anseremme; 66 kWe
- Piront; Ligneuville-Malmedy; 62 kWe
- sluis 18 op de Zuid-Willemsvaart te Bocholt (Kaplanturbine met vermogen van 60 kW)
- Raborive; Aywaille; 60 kWe
- Lorce; Lorce; 51 kWe
- Centrale du Moulin Pirard; Nessonvaux; 49 kWe
- Orval; Orval; 47 kWe
- Moulin de Bardonwez; Rendeux; 32 kWe
- Chanly; Chanly-Wellin; 25 kWe
- Moulin de Berchiwe; Gerouville; 22 kWe
- Moulin Jehoulet; Moha; 21,7 kWe
- Moulin de Villers-La-Loue; Meix-Devant-Virton; 21 kWe
- Zuppinger-onderslagrad geplaatst op de Leie in het centrum van Gent (20 kW)
- Protin; Saint-Hubert; 15 kWe
- Zuppingermiddendslagrad aan de Molen van Schoonhoven in Aarschot (11 kWe)
- Moulin de Jauche; Jauche; 7,25 kWe
- Moulin Kuborn; Martelange; 3,98 kWe
- Scierie Du Pré More; Redu; 2,88 kWe